# جلبک قهوه‌ای
جلبک قهوه‌ای (نام علمی: Phaeophyceae) نام یک رده از دسته ناجورتاژکان است.
جلبک‌های قهوه‌ای تقریباً شامل تمامی جلبک‌ها بوده و بیشتر آن‌ها از نظر اندازه نیز بزرگند. جلبک صابونی و پارویی و بند پوتینی از بهترین نمونه‌هایً شناخته شدهٔ جلبک‌های قهوه‌ای می‌باشند. جلبک‌های قهوه‌ای معمولاً
در مناطق متوسط ساحل دریاها زندگی می‌کنند. آن‌ها اغلب به‌طور فراوان در بعضی مناطق سواحل صخره ای برای به‌دست آوردن غذا یا برای لقاح دور هم جمع می‌شوند. بعضی از جلبک‌های قهوه ای نیز بهترین منبع ید برای بدن هستند. جلبک‌های قرمز معمولاً کوچکتر و ظریف‌تر از جلبک‌های قهوه ای هستند. این جلبک‌ها در مناطق عمیق ساحلی و در اطراف یا زیر سطح جزر و مدی زندگی می‌کنند و بعضی از آن‌ها پوشیده از لایه‌های آهکی هستند.
فئوفیتا یا جلبکهای قهوهای عمدتاً ماکروفیت بوده و تنها تعداد اندکی گونه میکروسکوپی که بیشتر فرم رشتهای دارند در این شاخه جای می‌گیرند. به استثناء چند گونه که ساکن آبهای شیرین هستند، بوده و c و 2 c1 ،a اغلب جلبکهای قهوهای در آبهای شور رشد می‌کنند. این جلبکها حاوی کلروفیل رنگ خود را از رنگدانه فوکوگزانتین می‌گیرند. علاوه بر لامینارین، که فرم اصلی ذخیره‌ای است، مانیتول، ساکارز و گلیسرول نیز در این جلبکها انباشته می‌شوند. کلپ‌ها گروهی از جلبک‌های قهوهای هستند که طول برخی از آنها مانند ماکروسیستیس به ۶۰ متر می‌رسد. برخی جلبک‌های قهوهای، تمایزات سلولی مشخصی ایجاد می‌کنند که می‌تواند به فرم پارانشیم کاذب یا حقیقی دیده شوند. دیواره سلولی از سلولز ساخته شده که توسط لایه‌ای از مواد لغزنده که از آلژینات و ترکیبات ترکیبات مشابه آن مانند فوکوئیدان تشکیل شده‌اند احاطه می‌شود. از این رو، کاربرد عمده جلبک‌های قهوه‌ای تولید همین ترکیبات خارج سلولی است.
جلبک‌های قهوه ای در سواحل صخره‌ای و دریاهای سرد زیست می‌کنند، به ویژه در مناطقی که جزر و مد شدید حکمفرما است. این نمونه‌ها دارای رنگینه‌های کلروفیل (سبز) و کارتن (نارنجی و قرمز) هستند. همچنین در سلول‌های جلبک قهوه ای ممکن است مقدار زیادی اسید آلژینیک، مواد بین سلولی را تشکیل دهند. این ماده لزج و چسبناک بوده و گاهی ممکن است تا ۲۵ درصد وزن خشک جلبک را تشکیل دهد. در صنعت از اسید آلژینیک استفاده‌های زیادی می‌شود که از آن جمله می‌توان به ساخت و تولید امولسیون اشاره کرد که برای براق کنندگی در صنایع کاغذسازی به کار گرفته شود.
سلول جلبک‌های قهوه ای در قسمت پهلوها دارای تاژک‌های نامساوی هستند. برخی از جلبک‌ها دارای ساختمانی شبیه به برگ، ساقه، ریشه و گاهی گل‌آذین هستند.
جلبک‌های قهوه‌ای متحرک نیستند اما گامت‌ها (کامه‌ها) و هاگ‌های متحرک تولید می‌کنند. این نوع جلبک‌ها تولید مثل جنسی و غیرجنسی دارند به طوری که در تولید مثل غیر جنسی با قطعه قطعه شدن ریسه و هاگ‌ها تکثیر می‌شود و در تولید مثل جنسی که بسیار هم پیچیده‌است، گامت‌ها در اندام‌های جنسی نر و ماده به صورت جداگانه تولید می‌شوند که پس از ترکیب آن‌ها با یکدیگر، تخم تشکیل می‌شود.